# 維斯卡查尼山 (佩德羅多明戈穆里略省)
16°11′18″S 68°6′29″W / 16.18833°S 68.10806°W
維斯卡查尼山（Wisk'achani），是玻利維亞的山峰，位於該國西部拉巴斯省，處於良普山西北面，屬於安第斯山脈中玻利維亞瑞阿爾山脈的一部分，海拔高度4,940米。